# Fageibiantes bicornis
Fageibiantes bicornis is een hooiwagen uit de familie Biantidae.